# Giovanni Baronzio

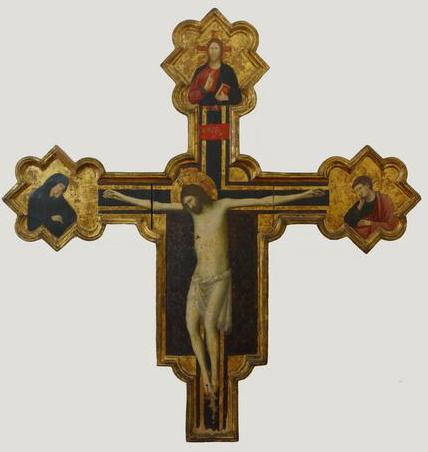
Crucifix (1309), église San Francesco, Mercatello sul Metauro

Giovanni Baronzio  (Rimini, avant 1300 - mort après 1362) est un peintre italien du XIVe siècle, qui a été l'un des principaux artistes de l'école de Rimini, actif dans sa ville natale entre 1305 et 1362.

## Biographie
Giovanni Baronzio a été fortement influencé par les fresques de Giotto, qui a séjourné à Rimini en 1303, y faisant étape sur le chemin vers Padoue, où il se rend pour peindre les fresques de la chapelle des Scrovegni. Giotto a peint à Rimini un cycle de fresques (perdues) à l'église San Francesco et un précieux Crocifisso (crucifix) toujours présent, qui reprend le schéma du Crocifisso de Santa Maria Novella avec une coloration plus souple. Ce séjour du maître toscan a si fortement marqué les artistes locaux, que l'on parlera à leur propos d' « école giottesque de Rimini », dont Giovanni Baronzio fut l'un des plus éminents représentants. Dans son œuvre, celui-ci interprète les enseignements de Giotto de manière originale, tout en conservant une certaine tendance à l'archaïsme.
On conserve notamment de lui un polyptyque signé et daté de 1345, représentant une Vierge à l’enfant, conservé actuellement à la Galleria Nazionale delle Marche à Urbino.

## Œuvres
- Scènes de la vie du Christ (vers 1305), 52,5 × 34,5 cm, Galleria Nazionale d'Arte Antica, Museo di Palazzo Barberini, Rome.
- Sainte Colomba sauvée par un ours (Scènes de la vie de sainte Colombe) (1340), tempera sur bois, 53 cm × 55 cm, Pinacothèque de Brera, Milan.
- La décapitationde sainte Colombe (Scènes de la vie de sainte Colombe) (1340), tempera sur bois, 53 cm × 55 cm, Pinacothèque de Brera, Milan.
- Polyptyque (vers 1345), tempera sur bois, Musée de Mercatello sul Metauro, Italie.
- Adoration des Mages, Crucifixion et six Saints (1345), musée du Liechtenstein,
- Scènes de la vie du Christ (1340), Metropolitan Museum of Art, New York
- Le Christ de pitié, tempera sur bois, 47 × 32 cm, Musée du Petit Palais (Avignon)[2]